# مانداكيني
مانداكيني (ولدت في 7 يناير 1969 ،باسم ياسمين جوزيف) ممثلة سابقة في بوليوود. وكان عملها في السينما الهندية قصير ولكنه مثير للجدل، وقد حاصرتها شائعات حول وجود علاقة مقربة بينها وبين رجل العصابات في دبي، داود إبراهيم. 

## بداية حياتها
ولدت مانداكينى في عائلة انجلو هندية في ميروت.والدتها هندية ووالدها إنجليزي.

## حياتها المهنية

### بداية حياتها المهنية
مانداكينى أصبحت اسما مألوفا لدى الجميع بعد فيلمها الأول. وفي عامها الـ 16، أسند إليها الدور الأساسي في فيلم راج كابور 1985، رام تيري جانجا مايلى  امام ابنه الأصغر ، راجيف كابور. وقد حقق الفيلم نجاحا كبيرا، ورشح مانداكينى لجائزة فيلمفير كاحسن ممثلة. كما أحدث الفيلم ضجة كبيرة بسبب مشهدين—واحد ترتدى مانداكينى فيه فقط ساري أبيض شفاف يُظهر صدرها بوضوح، ومشهد آخر تظهر فيه وهي ترضع طفلا. وقد ادعى بعض النقاد ان المشاهد مبتذلة واستغلالية، وتم استخدامها لخداع قواعدهيئة رقابة الفيلم الهندي الصارمة ضد العري. وكالعادة دافع راج كابور عن إدراج المشاهد مشيرا إلى أنها كانت حسنة الذوق.
وقد مثلت مانداكينى أيضا في قليل من الأفلام الناجحة الأخرى، مثل دانس دانس ، مع ميثون تشاكرابورتي بيار كارك ديكو  مع غوفيندا، ولكنها لم تستطع أبدا أن تحقق نجاحا مثل فيلمها الأول.

### علاقة داوود
في عام 1994، انتشرت صور لـ مانداكينى في وجود رجل العصابات الخطير داود إبراهيم. وقد دارت الشائعات بالفعل ان الاثنين كانا مادة جيدة للشائعات، وهذا لم يساعد الا على اشعال غضبهم. واحدة من النظريات التي طُرحت هو ان إبراهيم - الذي كان معروفا باهتمامه الكبير ببوليوود حتى أنه مول بعض الأفلام - قد ضغط على ريشي كابور على إعطاء دورا لـمنداكينى، التي كانت في الحقيقة عشيقته. وبعد ذلك، ذُكر أنها حتى انتقلت إلى دبي لتكون معه.
وقد نفت مانداكينى بشدة هذه الشائعات التي ربطت بينها وبين داود. وفي حين اعترافها بانها تعرفه وان بينهما علاقة صداقة، زعمت أنهما لم يعرفا بعضهما بصفة شخصية، فضلا عن كونهما زوجين. وأشارت أيضا إلى أنها كانت متزوجة من آر. ثاكور، وهو طبيب في مدينة مومباي، وحتى انها انجبت ابنا في عام 1995.
ومع ذلك، لم تتوقف الشائعات. وفي الواقع، أصبحت الأفكار أكثر وأكثر تعقيدا. وأحد هذه الافكار هي ان مانداكينى لم تكن، في الواقع، على علاقة مع داود، ولكن مع شقيقه أنيس، الذي تزوجت منه سرا. كما شاع أيضا انه كان لها ابنا من أحد الزملاء الذين نشأوا في الولايات المتحدة.

### حياتها المهنية الأخيرة
في خضم كل هذا الجدل، تعرضت حياة مانداكينى المهنية لنكسة خطيرة. وقد اعتزلت العمل السينمائي بعد زوردار  عام 1996، وعاشت في مدينة مومباي منذ ذلك الحين، مع زوجها وابنها. ومنذ ذلك الوقت، بذلت محاولات عديدة لإعادة اكتشاف نفسها. واصدرت البومين من موسيقى البوب -- نو فاكانسى وشامبالا—ولم يحقق كلاهما أي نجاح. وهي الآن، تدير فصول في اليوغا التيبية ويقال أنها أصبحت من أتباع الدالاي لاما

## روابط خارجية
- مانداكيني على موقع IMDb (الإنجليزية)
- مانداكيني على موقع ألو سيني (الفرنسية)
- مانداكيني على موقع أول موفي (الإنجليزية)
- مانداكيني على موقع قاعدة بيانات الفيلم (الإنجليزية)
- مانداكيني على موقع كينوبويسك (الروسية)